# Mortainais
Pour des articles plus généraux, voir Région naturelle de France et Liste des régions naturelles de France.
 (mars 2022).
Si vous disposez d'ouvrages ou d'articles de référence ou si vous connaissez des sites web de qualité traitant du thème abordé ici, merci de compléter l'article en donnant les références utiles à sa vérifiabilité et en les liant à la section « Notes et références ».

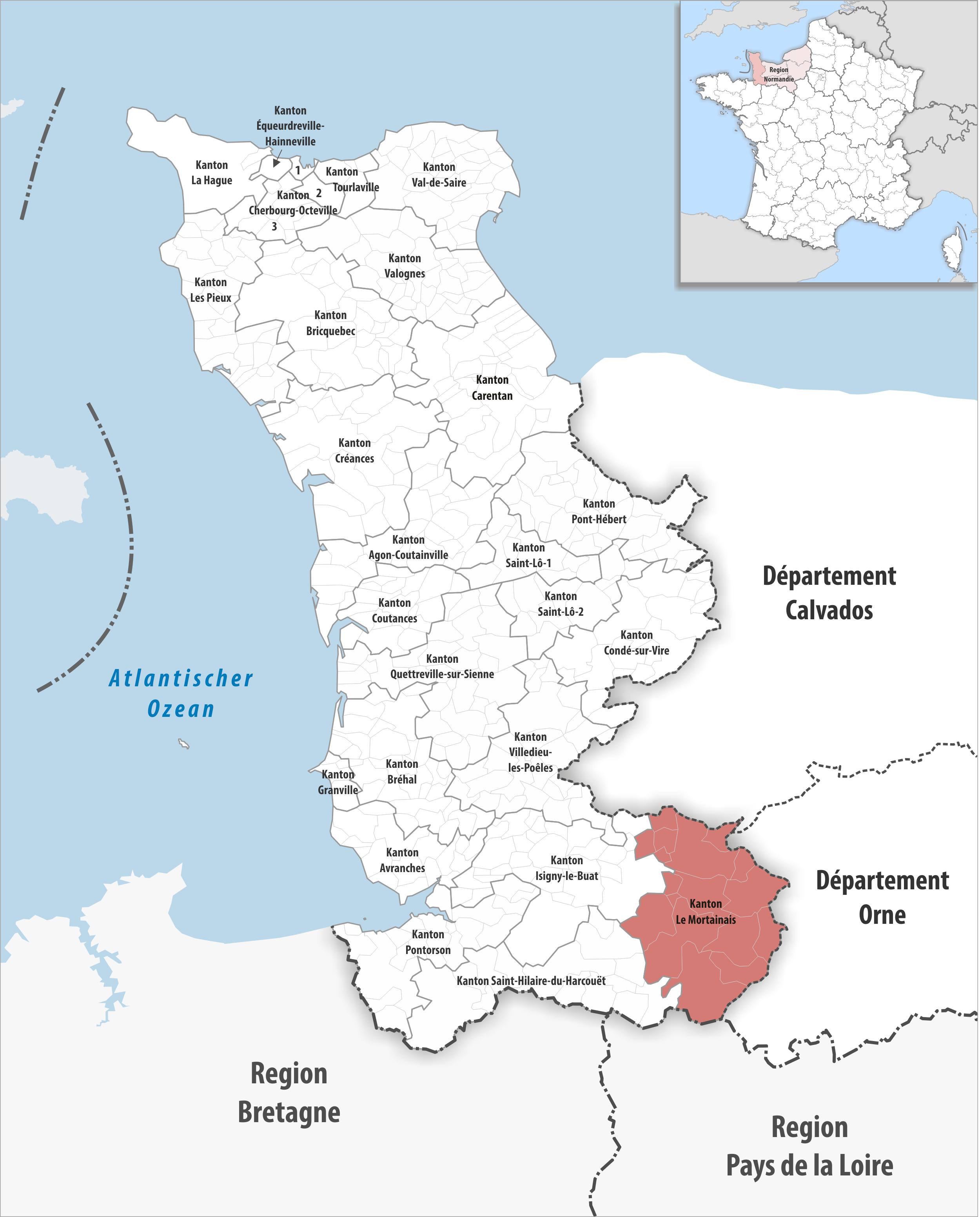
Localisation du canton du Mortainais (créé en 2014) dans le département de la Manche, dans la région naturelle du Mortainais.

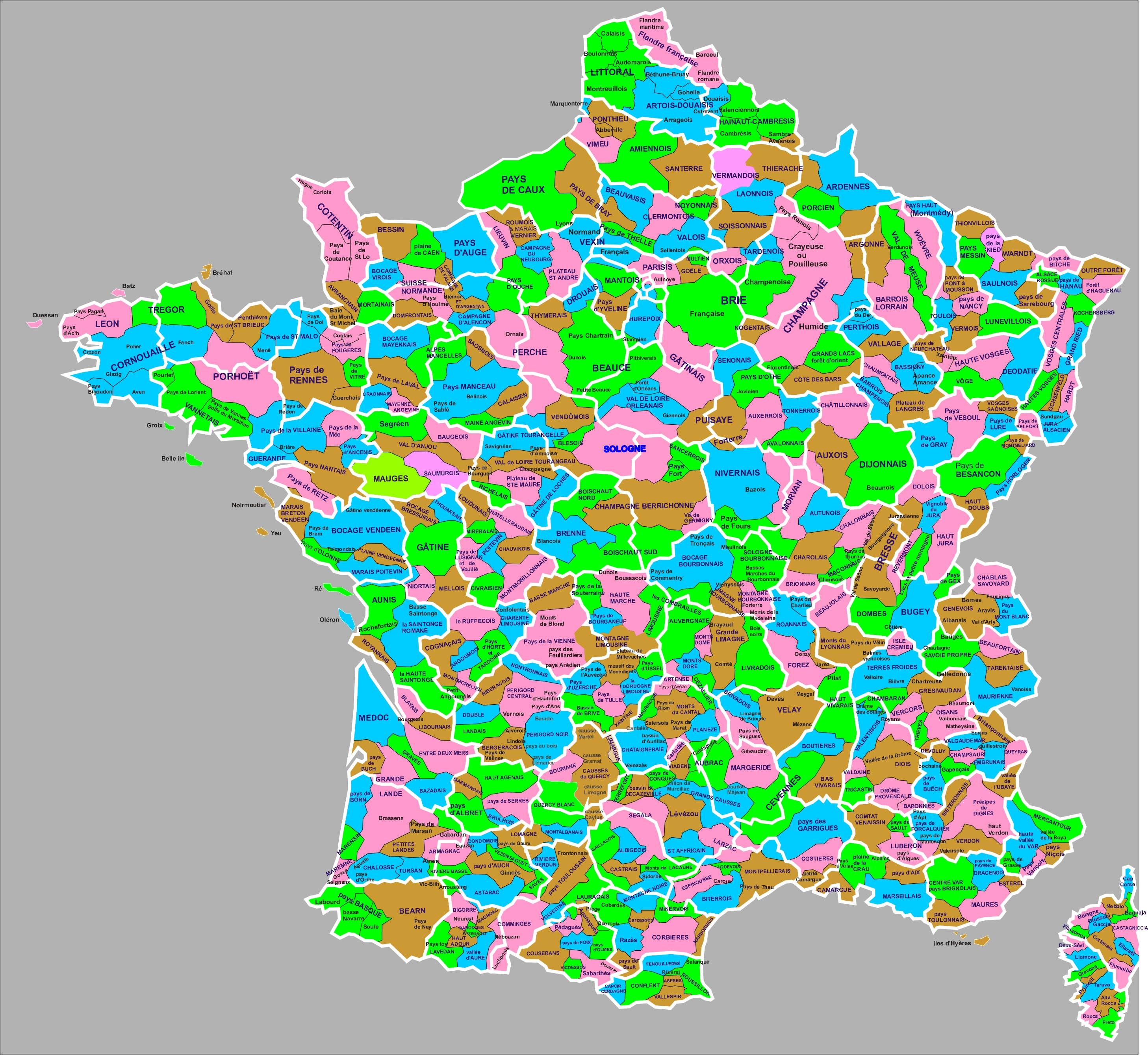
Le Mortainais est une région naturelle de France.

Le Mortainais est une région naturelle de France, située au sud-est du département de la Manche. Il fait partie du « Pays de la baie du Mont-Saint-Michel » au point de vue administratif et de l'Avranchin au point de vue géographique.

## Historique
Le Mortainais est une ancienne partie de l'Avranchin, dont le nom provenant de la ville de Mortain n'est pas attesté avant le XIXe siècle.
Le diocèse d'Avranches va perdurer jusqu'à la fin de la Révolution française. À cette époque, il est supprimé et l'Avranchin est rattaché au diocèse de Coutances, tandis que le Mortainais, qui en faisait partie, est rattaché à celui de Sées. La Révolution fait en effet correspondre les diocèses aux départements nouvellement créés.

## Sentier de randonnée
Le GRP des crêtes du Mortainais (76 km) passe par Mortain.